# Pygophora lepidofera
Pygophora lepidofera är en tvåvingeart som först beskrevs av Stein 1915.  Pygophora lepidofera ingår i släktet Pygophora och familjen husflugor. Inga underarter finns listade i Catalogue of Life.